# Sognu
Sognu (Drömmen) är en låt framförd av Amaury Vassili, som representerar Frankrike i Eurovision Song Contest 2011. Sången valdes internt och presenterades officiellt den 4 februari 2011 av det franska programföretaget France Télévisions, även om låten inte släpptes förrän den 7 mars. 
Sången har komponerats av Daniel Moyne och Quentin Bachelet (son till den franske sångaren Pierre Bachelet), som har arbetat med Vassili sedan början av hans karriär. Texten har skrivits av Jean-Pierre Marcellesi.